# Cistell

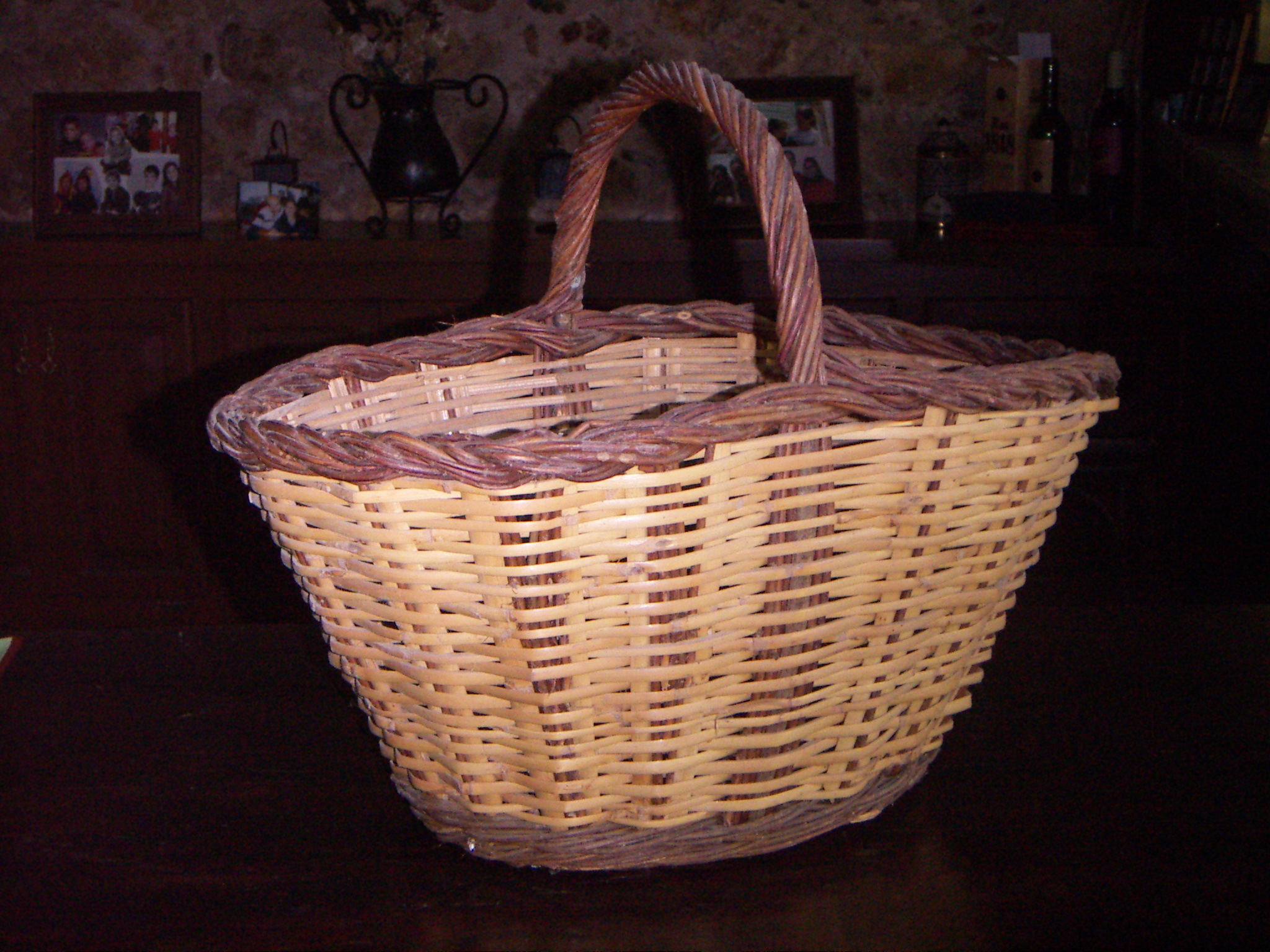
Cistell d'anar a caçar bolets fet de canya i vímet

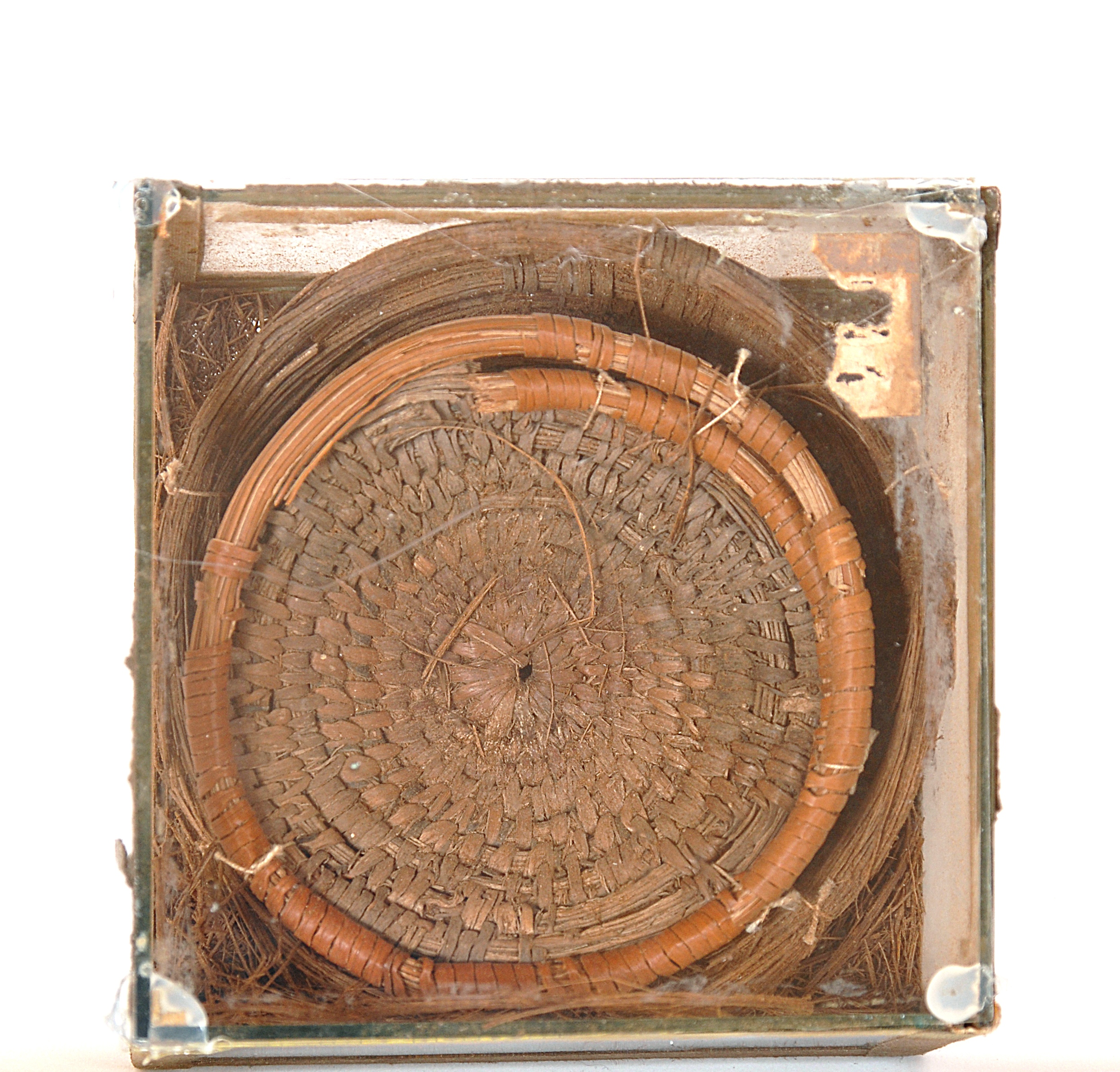
Mostra de cistell egipci, conservat a la Biblioteca Museu Víctor Balaguer, Vilanova i la Geltrú

Un cistell (o cavanya en alguerés) és un recipient portàtil fet de canyes, vímet, margalló, o d'altres plantes fibroses, entreteixides, de base oval o rectangular amb una nansa travessera a la meitat de la seua llargària.

## Història
Els objectes més antics de cistelleria són de l'any 6000 aC i han estat descoberts a Jarmo, a l'Iraq, i de l'any 5000 aC a la Governació d'el Faium (Egipte). No obstant això, atés que aquests objectes han estat fets de materials biodegradables, són rars de trobar. La seua conservació en el temps està vinculada a condicions molt particulars, per exemple: sequedat a Egipte o al contrari, medi anaeròbic com ara, torberes, o en llacs (Banyoles). També es troben rastres de cistelleries impreses sobre la ceràmica, el trenat que serveix de suport per a aglutinar l'argila i donar-hi forma.

## Cistellers
Els cistellers són els artesans que fabriquen els cistells. Des de les últimes dècades del segle xx, aquest ofici ha disminuït fins quasi desaparèixer. Actualment en queden pocs d'aquests artesans. Era un ofici ben estès fins no fa gaires decennis, quan l'ús del plàstic va estendre's, substituint els coves i cistells que tenen actualment un ús marginal.
Aquest ofici és totalment manual. Actualment, la cistelleria també ha despertat l'interès de persones que han descobert una activitat d'artesania de lleure i creativa.

## Realització d'un cistell

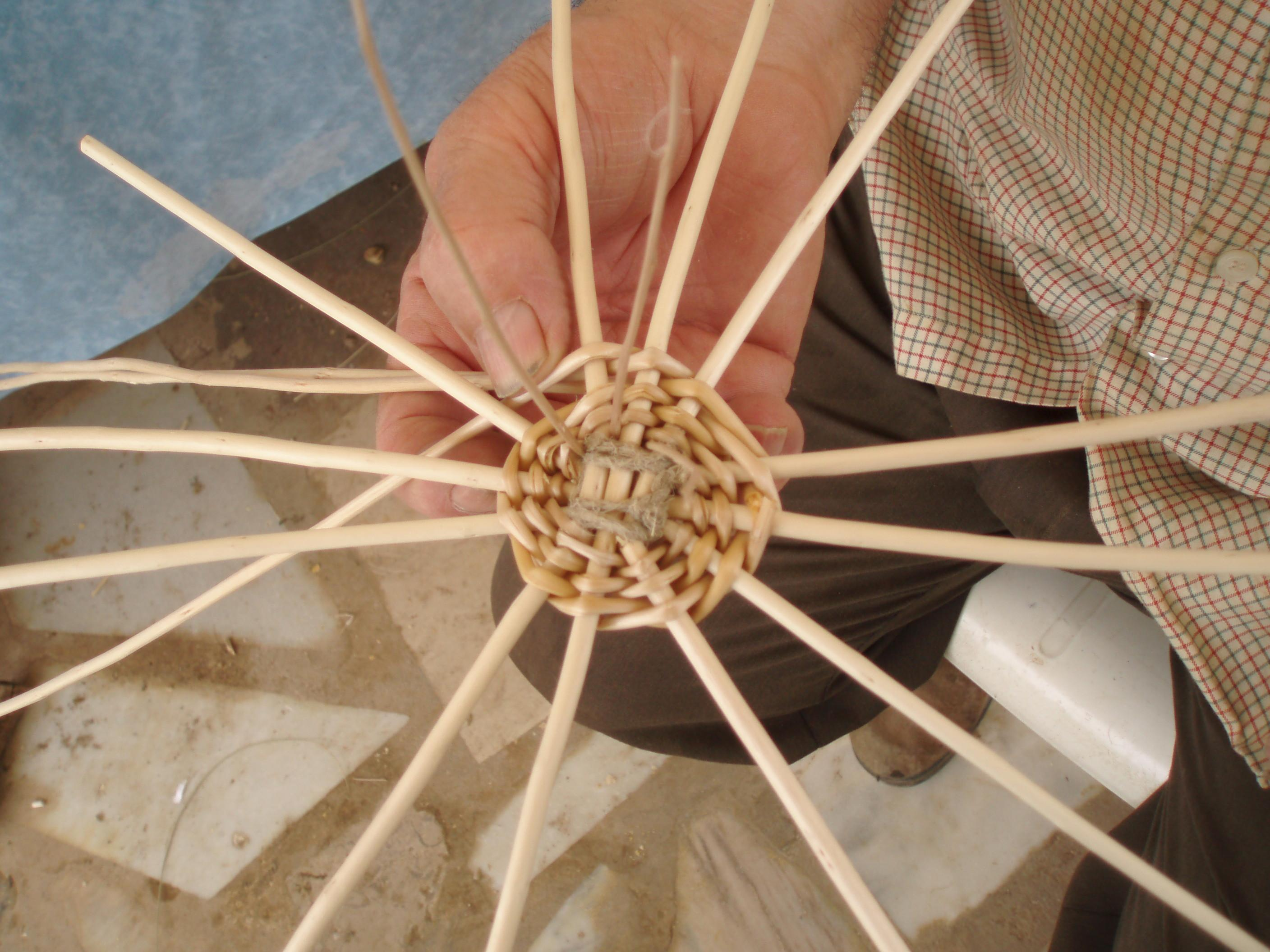
Base del cistell de vímet

Tradicionalment es pela amb una vara doblegada del mateix salze, primer es pela la part més grossa del brot i després, agafant d'ella, la resta de la branca. Segons les zones, per pelar la tija es cou posant-lo a remull dins d'una caldera o es deixa en llocs d'un riu on córrega l'aigua, quedant totalment submergit; el temps d'arremull depén del gruix. D'una manera o altra s'ha de deixar eixugar totalment fins a la seua utilització. És important que la longitud de totes les varetes a utilitzar siga molt similar, i que s'alfarrassen les varetes que es necessitaran, perquè s'hauran de deixar en remull unes hores per aconseguir que es puguen treballar sense que es trenquen.
Se seleccionen sis o huit varetes grosses (aquesta explicació és amb sis varetes per a la base), les quals es tallen per la part més grossa tenint una longitud un poc més llarga del que serà la base del cistell. A la meitat d'elles es farà un tall longitudinal a la part central, d'un parell de centímetres, per aquest tall es passaran les altres tres, formant una creu. En cas que les branques no siguen gaire grosses no cal fer aquest tall. S'agafen, per exemple amb un cordill de ràfia o fil de colomer, i es comença a trenar amb tres vares per la part més prima, entrellaçant-les al voltant dels setze caps per anar separant-los. Una vegada acabat el cul es neteja de puntes retallant-les no molt a la vora, perquè després ens servirà per a reforçar la base.

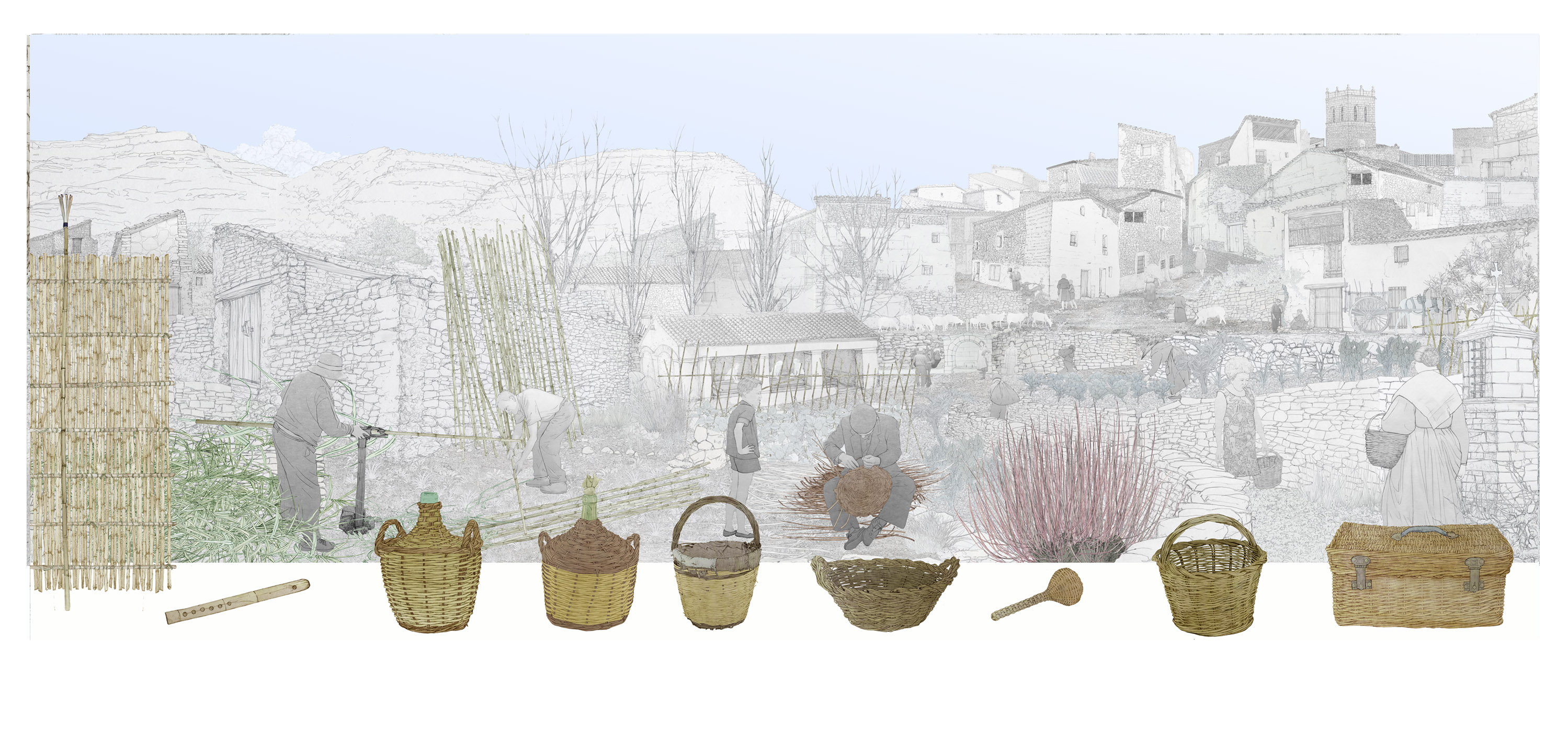
Fases del treball de cistelleria (Museu Valencià d'Etnologia)

Després s'ha de seleccionar trenta-sis varetes per començar a pujar el que seran els pilars del cistell. Primer es tallen per la part grossa en bisell per a inserir-les per dins de l'entrellaçat, una a cada costat dels caps, i en caps enfrontats s'insereixen dues a cada costat formant el que esdevindrà la part de la nansa (es poden inserir per la nansa quan la paret o cos ja estigua teixit, però d'aquesta manera serà més fort el cistell). S'uneixen totes les varetes en un ram i ja comença a pujar, primer amb un trenat doble o triple, en la base per a reforçar el cul i la zona o doblegant les varetes que fan de pilar i a la vegada que servesca per a tapar els caps.
Quan s'insereixen les varetes, es farà amb la part grossa ben tallada en bisell, cap a l'interior del cistell. Una vegada totes inserides es van entreteixint entre els pilars. Una per dalt l'altra per sota i es continua amb la següent vareta, així successivament fins a acabar les varetes. Pel centre de la paret se sol fer una línia més grossa, es passen en lloc d'una sí una no, dues sí, una no, una volta. A la meitat de la paret s'inseriran més varetes a la zona que formarà part de la nansa, de manera que li donarà més consistència.
Quan s'haja arribat a l'altura desitjada, es farà la nansa. Estarà formada per la perllongació de les vares que neixen del fons i les afegides anteriorment. Es realitza un trenat girant a la vegada i s'insereix a l'altre costat. Primer dos caps cap a un costat, i de l'altre costat un altre que acaba trenant-se amb aquests. Aquesta és la tasca més difícil, juntament amb el trenat final, pel vorell per a reforçar i amagar les varetes amb les quals s'haurà anat treballant.